# Richard Wilson (Autor)
Richard „Dick“ Wilson (geboren am 23. September 1920 in Huntington Station, Suffolk County, New York; gestorben am 29. März 1987 in Syracuse, New York) war ein amerikanischer Science-Fiction-Autor, -Fan und Journalist.

## Leben
Sein Vater war der Büroangestellte Richard Wilson, seine Mutter Felicitas Minna, geborene Krause. Von 1935 bis 1936 besuchte er das Brooklyn College. 1941 wurde er Reporter, Redakteur und Theaterkritiker beim New Yorker Zeitungsverlag Fairchild Publications. Im Zweiten Weltkrieg diente er von 1942 bis 1946 im United States Army Signal Corps und in der Air Force. Danach war er bis 1951 Leiter der Büros von Transradio Press in Chicago, Washington, D.C. und New York und studierte während dieser Zeit von 1947 bis 1948 an der University of Chicago. Anschließend arbeitete er bis 1964 für Reuters in New York. Von 1964 bis 1980 war er Leiter der Pressestelle der Syracuse University und danach bis zu seiner Pensionierung 1982 Redakteur der Universität. 1984 erschien der von Wilson verfasste dritte Band der Universitätsgeschichte.
Wilson interessiere sich von Jugend an sehr für Science-Fiction. Mit 16 gab er ein erstes Fanzine heraus, The Atom, von dem drei Ausgaben erschienen. Außerdem war er ein Gründungsmitglied der Futurians und schrieb Beiträge für deren Publikationen. Zusammen mit zwei anderen Futurians, Don Wollheim und Cyril M. Kornbluth gab er 1939 das Fanzine Aaanthor Argus heraus. Weitere Fanzines Wilsons waren Science Fiction News Letter (1937–1939, 78 Ausgaben), Incredible (1938–1939, 2 Ausgaben, zusammen mit W. E. Marconette) und Escape (1939–1940, 4 Ausgaben).
Wilsons erste Science-Fiction-Story Retribution erschien im Oktober 1938 in Science Adventure Stories. Bis 1942 erschienen insgesamt zehn SF-Geschichten, der Krieg brachte dann eine Unterbrechung. Erst ab 1951 folgten weitere Beiträge und Wilson wurde ein produktiver Autor, bekannt für Science-Fiction mit satirischem Einschlag, für die sein erster Roman The Girls from Planet 5 ein Beispiel ist. Darin haben die Frauen in den USA die Herrschaft übernommen, außer in Texas, einer letzten Hochburg des Patriarchats, wo Männer noch echte Männer sein können. Deren Last Stand gerät weiter in Bedrängnis, als Aliens auf der Erde landen – und die Aliens sind natürlich wunderschöne Frauen.
Mit seiner Erzählung Mother to the World gewann er 1969 den Nebula Award. Außerdem war zweimal für den Nebula Award und je einmal für den Hugo Award und den Locus Award nominiert.
Wilson war wesentlich daran beteiligt, dass die Science-Fiction-Sammlung der Universität von Syracuse heute eine der weltweit bedeutendsten ist. 1967 veröffentlichte er einen Artikel über die damals existierenden Bestände in der Maiausgabe des SF-Magazins Worlds of Tomorrow, wodurch die Sammlung innerhalb des SF-Fandom und bei den SF-Autoren bekannt wurde. Eine ganze Reihe prominenter Autoren stifteten ihren Nachlass der Syracuse University, darunter Piers Anthony, Hal Clement, Keith Laumer, Murray Leinster, Anne McCaffrey, Larry Niven, Frederik Pohl und Robert Silverberg. Auch Wilsons Nachlass befindet sich dort. Die Sammlung ist heute Teil der George Arents Research Library und befindet sich im obersten Stockwerk der Ernest Stevenson Bird Library der Syracuse University.
Wilson war dreimal verheiratet, in erster Ehe 1944 mit Jessica Gould, wie Wilson ein frühes Mitglied der Futurians. 1944 wurde die Ehe geschieden. 1950 heiratete er Doris Baumgardt, besser bekannt unter ihrem Pseudonym Leslie Perri, ein weiteres Futurians-Mitglied und zuvor verheiratet mit Frederik Pohl, mit der er einen Sohn hatte. Nach der Scheidung 1967 heiratete er im gleichen Jahr Frances Keegan Daniels. 1987 ist Wilson im Alter von 66 Jahren gestorben. 

## Bibliografie
Sind bei den Originalausgaben zwei Erscheinungsjahre angegeben, so ist das erste das des Erstdrucks und das zweite das der Erstausgabe (als Buch).
Wird bei Kurzgeschichten als Quelle nur Titel und Jahr angegeben, so findet sich die vollständige Angabe bei der entsprechenden Sammelausgabe.
Romane
- The Girls from Planet 5 (1955)
  - Deutsch: Die Damen vom Planeten 5. Fischer Taschenbuch (Fischer Orbit #28), 1973, ISBN 3-436-01754-X.
- And Then the Town Took Off (1958, 1960)
- 30-Day Wonder (1960)

Sammlungen
- Those Idiots from Earth (1957)
- Time Out for Tomorrow (1962)
  - Deutsch: Zwölf Schritte in eine bessere Welt. Goldmann Science Fiction #0183, 1974, ISBN 3-442-23183-3.
- The Kid from Ozone Park (1987)
- The Story Writer and Other Stories (2011)
- The Man Without a Planet and Other Stories (2012)
- The 23rd Golden Age of Science Fiction Megapack (2015)

Harry Protagonist (Kurzgeschichtenserie)
- Harry Protagonist, Brain-Drainer (1965)
- Harry Protagonist, Undersec for Overpop (1969)
- Harry Protagonist, Inseminator General (1987)

Kurzgeschichten
- Retribution (1938)
- Murder from Mars (1940)
- Stepsons of Mars (1940, mit C. M. Kornbluth und Dirk Wylie als Ivar Towers)
- Transitory Island (1941)
- The Purple Bat (1941)
- The Message (1942)
- Four Star Planet (1942)
- Wide-Open Ship (1942)
- The Man from Siykul (1942)
- The Man Without a Planet (1942, als Ivar Towers)
- Dark Cloud (1951)
- Dateline: Mars (1951)
- Love (1952)
- The Hoaxters (1952)
  - Deutsch: Abwechslung muß sein. In: Lothar Heinecke (Hrsg.): Galaxis Science Fiction, #11. Moewig, 1959.
- Friend of the Family (1953)
  - Deutsch: Ein Freund der Familie. In: Frederik Pohl, Wolfgang Jeschke (Hrsg.): Titan 1. Heyne Science Fiction & Fantasy #3487, 1976, ISBN 3-453-30357-1.
- Press Conference (1953, auch als Visitor from the Void)
- Incident in Iopa (1953)
- The Inhabited (1953)
- If You Were the Only— (1953)
- Strike (1953)
- New Weapon (1953)
- Double Take (1954)
- Mary Hell’s (1954)
- Back to Julie (1954)
- Have It Your Own Way (1954, auch als An Abundance of Good Things)
  - Deutsch: Des Guten zuviel. In: Zwölf Schritte in eine bessere Welt. 1974.
- The Wasp (1954)
  - Deutsch: Wespe. In: Zwölf Schritte in eine bessere Welt. 1974.
- Robots’ Gambit (1954)
- Science Fiction Story (1954)
- Killer in the Crib (1955)
- Inside Story (1955)
- When I Grow Up (1955)
- Course of Empire (1956)
- Honor (1956)
- The Futile Flight of John Arthur Benn (1956, auch als Edward Halibut)
  - Deutsch: »Eigentlich wäre ich lieber in Philadelphia.« Grabsteininschrift von W. C. Fields. In: Isaac Asimov, Martin Harry Greenberg, Joseph D. Olander (Hrsg.): Feuerwerk der SF. Goldmann (Edition ’84: Die positiven Utopien #8), 1984, ISBN 3-442-08408-3.
- Don’t Fence Me In (1956)
- One Man’s Inch (1956)
- Kin (1956, auch als Show Your Might)
  - Deutsch: Vettern. In: Zwölf Schritte in eine bessere Welt. 1974.
- The Big Fix! (1956)
  - Deutsch: Der Sonnentanz. In: Zwölf Schritte in eine bessere Welt. 1974.
- Lonely Road (1956)
- George All the Way (1956)
- It’s Cold Outside (1956)
- The Sons of Japheth (1956)
- Those Idiots from Earth (1957)
- Success Story (1957, auch als 88 Beats 266)
- The Ubiquitous You (1957, auch als The In-Betweens)
  - Deutsch: Das allgegenwärtige Du. In: Zwölf Schritte in eine bessere Welt. 1974.
- Deny the Slake (1957)
- Hometown (1957)
  - Deutsch: Und sei’s noch so bescheiden – In: Isaac Asimov, Martin Harry Greenberg, Joseph D. Olander (Hrsg.): Feuerwerk der SF. Goldmann (Edition ’84: Die positiven Utopien #8), 1984, ISBN 3-442-08408-3.
- QRM (1957)
  - Deutsch: Geisterstation. In: Zwölf Schritte in eine bessere Welt. 1974.
- Quota for Conquest (1957)
- Change of Venue (1957)
- The Locus Focus (1957)
  - Deutsch: Kometenschweif. In: Zwölf Schritte in eine bessere Welt. 1974.
- The Enemy (1957)
- Time Out for Tomorrow (1957)
  - Deutsch: Auszeit für morgen. In: Zwölf Schritte in eine bessere Welt. 1974.
- Kill Me with Kindness (1958)
- The Venus Papers (1958)
- Grand Prize (1958)
- The Voice of the Diaphragm (1958)
  - Deutsch: Die Stimme aus der Vergangenheit. In: Zwölf Schritte in eine bessere Welt. 1974.
- Farewell Party (1958)
- Just Call Me Irish (1958)
  - Deutsch: Der Veteran. 1974. Auch als: Es könnte durchaus eine Verbesserung sein. In: Isaac Asimov, Martin Harry Greenberg, Joseph D. Olander (Hrsg.): Feuerwerk der SF. Goldmann (Edition ’84: Die positiven Utopien #8), 1984, ISBN 3-442-08408-3.
- Boy (1958)
- Man Working (1958)
  - Deutsch: Der neue Job. In: Frederik Pohl, Wolfgang Jeschke (Hrsg.): Titan 3. Heyne Science Fiction & Fantasy #3520, 1976, ISBN 3-453-30386-5.
- The Thing That Stared (1959)
- Frostbite (1959)
- Super City (1959)
- Traveling Companion Wanted (1959, auch als The Tunnel Under the World)
  - Deutsch: Der Tunnel unter der Welt. In: Zwölf Schritte in eine bessere Welt. 1974.
- The Little Woman (1959)
  - Deutsch: Die kleine Frau. In: Larry T. Shaw (Hrsg.): Terror. Heyne Allgemeine Reihe #960, 1972.
- The Best Possible World (1960)
  - Deutsch: Die beste aller möglichen Welten. In: Zwölf Schritte in eine bessere Welt. 1974.
- The Watchers in the Glade (1964)
- The Carson Effect (1964)
- Box (1965)
- The Eight Billion (1965)
  - Deutsch: Die Maulwürfe von Manhattan. In: Die Maulwürfe von Manhattan. Heyne Science Fiction & Fantasy #3073, 1966.
- Deserter (1966)
- Inside Out (1966, mit Kenneth Bulmer)
- Green Eyes (1967)
- See Me Not (1967)
  - Deutsch: Such mich doch!. In: Science-Fiction-Stories 33. Ullstein 2000 #61 (3021), 1974, ISBN 3-548-03021-1.
- The Evil Ones (1967)
- They Hilariated When I Hyperspaced For Earth (1967)
- 9-9-99 (1967)
- The South Waterford Rumple Club (1967)
  - Deutsch: Billiges Geld. In: Walter Ernsting, Thomas Schlück (Hrsg.): Galaxy 11. Heyne Science Fiction & Fantasy #3128, 1968.
- Mother to the World (1968)
  - Deutsch: Es geht weiter, meine Herren. Übersetzt von Stasi Kull. In: Brian W. Aldiss, Poul Anderson, Harry Harrison (Hrsg.): Steigen Sie um auf Science Fiction. Kindler, 1972, ISBN 3-463-00510-7. Auch als: Eine Mutter für die Erde. In: Damon Knight (Hrsg.): Damon Knight’s Collection 5. Fischer Taschenbuch (Fischer Orbit #9), 1972, ISBN 3-436-01549-0.
- A Man Spekith (1969)
  - Deutsch: Der Schwätzer. In: Science-Fiction-Stories 32. Ullstein 2000 #59 (3012), 1974, ISBN 3-548-03012-2.
- If a Man Answers (1970)
- The Day They Had the War (1971)
  - Deutsch: Die letzten Minuten. In: Wulf H. Bergner (Hrsg.): Planet der Frauen. Heyne (Heyne Science Fiction & Fantasy #3272), 1971.
- The Far King (1978)
  - Deutsch: Der ferne König. In: Birgit Reß-Bohusch (Hrsg.): Isaac Asimovs Science Fiction Magazin 2. Folge. Heyne Science Fiction & Fantasy #3636, 1979, ISBN 3-453-30548-5.
- The Story Writer (1979)
- Gone Past (1980)
- Lark Thou Never Wert (1984)
- See Me Safely Home (1984)
- The Nineteenth Century Spaceship (1984)
- A Rat for a Friend (1986)
- A Table for One (1986)
- A Letter from a Lady (1987)
- Fair Morsel (1987)
- Green Is the Color (1987)
- Sleeping Booty (1987)
- The Blue Lady (1987)
- The Greater Powers (1987)
- The Kid from Ozone Park (1987)
- Waiting for the Buyer (1987)
- Able Baker Camel (1987)
- Aunt Fritzi (1987)
- The Name on the Book (1988)
- At the Sign of the Boar’s Head Nebula (2011)

Sonstiges
- Inside Story (Radioserienepisode von X Minus One, 1955)
- Jack and Jill (Bühnenstück, 1965 uraufgeführt)
- Syracuse University: The Critical Years (1984)
- Another Time (Hörspiel, 1985)
- Adventures in the Space Trade : A Memoir (1986, Autobiografie, erschien zusammen mit Chris Drumm: A Richard Wilson Checklist)